# Burgães
Burgães é uma povoação portuguesa do Município de Santo Tirso que foi sede da extinta Freguesia de Burgães, freguesia que tinha 5,06 km² de área e 2 097 habitantes (2011), e, por isso, uma densidade populacional de 414,4 h/km².
A Freguesia de Burgães foi extinta (agregada) em 2013, no âmbito de uma reforma administrativa nacional, para em conjunto com as Freguesias de Santo Tirso, de Santa Cristina do Couto e de São Miguel do Couto, formar uma nova freguesia denominada União das Freguesias de Santo Tirso, Couto (Santa Cristina e São Miguel) e Burgães, com a sede em Santo Tirso.

## Localização e História
Burgães situa-se a nascente da cidade de Santo Tirso, na direção do Monte Córdova. Pela localidade passa a Estrada Nacional N105, que liga as cidades do Porto e Guimarães.
Como atração paisagística, possui o Monte de S. João do Carvalhinho. Pode-se ainda visitar a aldeia de Santa Cruz, de interesse histórico-monumental, assim como a sua igreja paroquial.
Até 1836, os lugares que hoje constituem a freguesia de Burgães pertenceram quase na totalidade ao atualmente extinto concelho de Refojos de Riba d'Ave. Parte desse território pertenceu também a Santo Tirso, entre 1834-6. Entre 1836-9 pertenceu ao atualmente extinto concelho de S. Tomé de Negrelos, tendo passado a fazer parte de Santo Tirso a partir de 1839.

## População
| População da freguesia de Burgães | População da freguesia de Burgães | População da freguesia de Burgães | População da freguesia de Burgães | População da freguesia de Burgães | População da freguesia de Burgães | População da freguesia de Burgães | População da freguesia de Burgães | População da freguesia de Burgães | População da freguesia de Burgães | População da freguesia de Burgães | População da freguesia de Burgães | População da freguesia de Burgães | População da freguesia de Burgães | População da freguesia de Burgães |
| --------------------------------- | --------------------------------- | --------------------------------- | --------------------------------- | --------------------------------- | --------------------------------- | --------------------------------- | --------------------------------- | --------------------------------- | --------------------------------- | --------------------------------- | --------------------------------- | --------------------------------- | --------------------------------- | --------------------------------- |
| 1864                              | 1878                              | 1890                              | 1900                              | 1911                              | 1920                              | 1930                              | 1940                              | 1950                              | 1960                              | 1970                              | 1981                              | 1991                              | 2001                              | 2011                              |
| 698                               | 741                               | 793                               | 868                               | 966                               | 964                               | 1 114                             | 1 434                             | 1 785                             | 2 164                             | 2 179                             | 2 247                             | 2 240                             | 2 244                             | 2 097                             |

| Distribuição da População por Grupos Etários | Distribuição da População por Grupos Etários | Distribuição da População por Grupos Etários | Distribuição da População por Grupos Etários | Distribuição da População por Grupos Etários | Distribuição da População por Grupos Etários | Distribuição da População por Grupos Etários | Distribuição da População por Grupos Etários | Distribuição da População por Grupos Etários | Distribuição da População por Grupos Etários |
| -------------------------------------------- | -------------------------------------------- | -------------------------------------------- | -------------------------------------------- | -------------------------------------------- | -------------------------------------------- | -------------------------------------------- | -------------------------------------------- | -------------------------------------------- | -------------------------------------------- |
| Ano                                          | 0-14 Anos                                    | 15-24 Anos                                   | 25-64 Anos                                   | > 65 Anos                                    |                                              | 0-14 Anos                                    | 15-24 Anos                                   | 25-64 Anos                                   | > 65 Anos                                    |
| 2001                                         | 375                                          | 349                                          | 1 194                                        | 326                                          |                                              | 16,7%                                        | 15,6%                                        | 53,2%                                        | 14,5%                                        |
| 2011                                         | 267                                          | 270                                          | 1 216                                        | 344                                          |                                              | 12,7%                                        | 12,9%                                        | 58,0%                                        | 16,4%                                        |

Média do País no censo de 2001:  0/14 Anos-16,0%; 15/24 Anos-14,3%; 25/64 Anos-53,4%; 65 e mais Anos-16,4%
Média do País no censo de 2011:   0/14 Anos-14,9%; 15/24 Anos-10,9%; 25/64 Anos-55,2%; 65 e mais Anos-19,0%

## Património
- Capela de Santa Cruz ou Capela do Bom Jesus (incluindo o adro, o recinto da romaria, fonte e árvores)
- Parque Urbano da Rabada (Burgães)

## Informativo
- Jornal Caminhos de Burgães

## Colectividades
- Agrupamento 400 Burgães-CNE
- Clube Recreativo e Desportivo de Burgães-Futsal